# نقاشی باروک

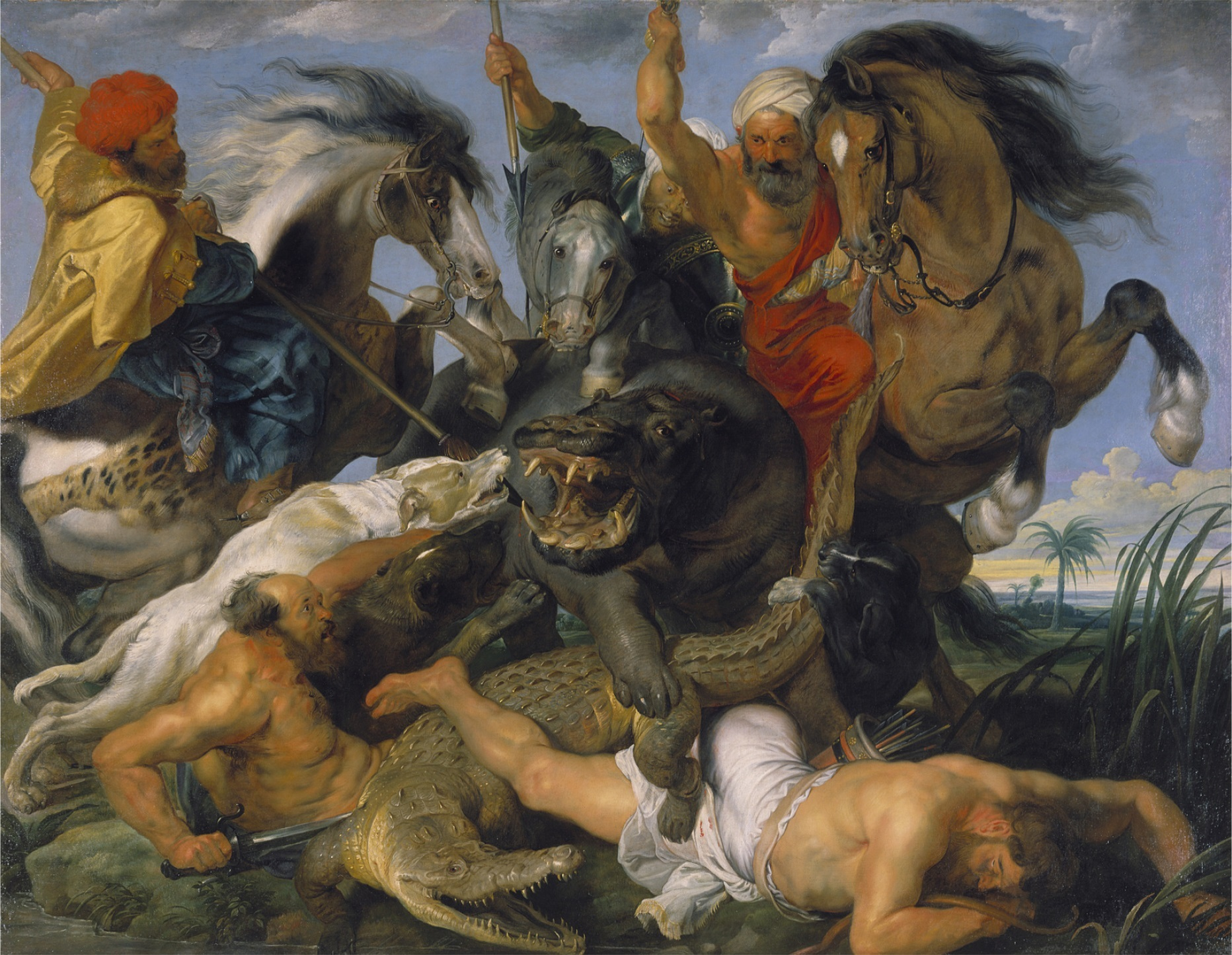
شکار کروکدیل و اسب آبی، اثر پیتر پل روبنس، خلق شده در حوالی ۱۶۱۶ میلادی، از نمونه‌های کلاسیک نقاشی باروک است.

نقاشی باروک (انگلیسی: Baroque painting) یک جنبش فرهنگی است که اغلب به یکه‌سالاری شناخته‌می‌شود و در واقع در پی اصلاح و احیای مذهب کاتولیک است. اما اهمیت آثار موجود و سبک و معماری باروک مبتنی است بر غیریکه‌سالاری و حامیان پروتستانتیسم در سراسر کشورهای اروپای غربی از این سبک پیروی کرده و به‌طور گسترده‌ای سبک باروک در بین آنها محبوبیت دارد.

## نگارخانه

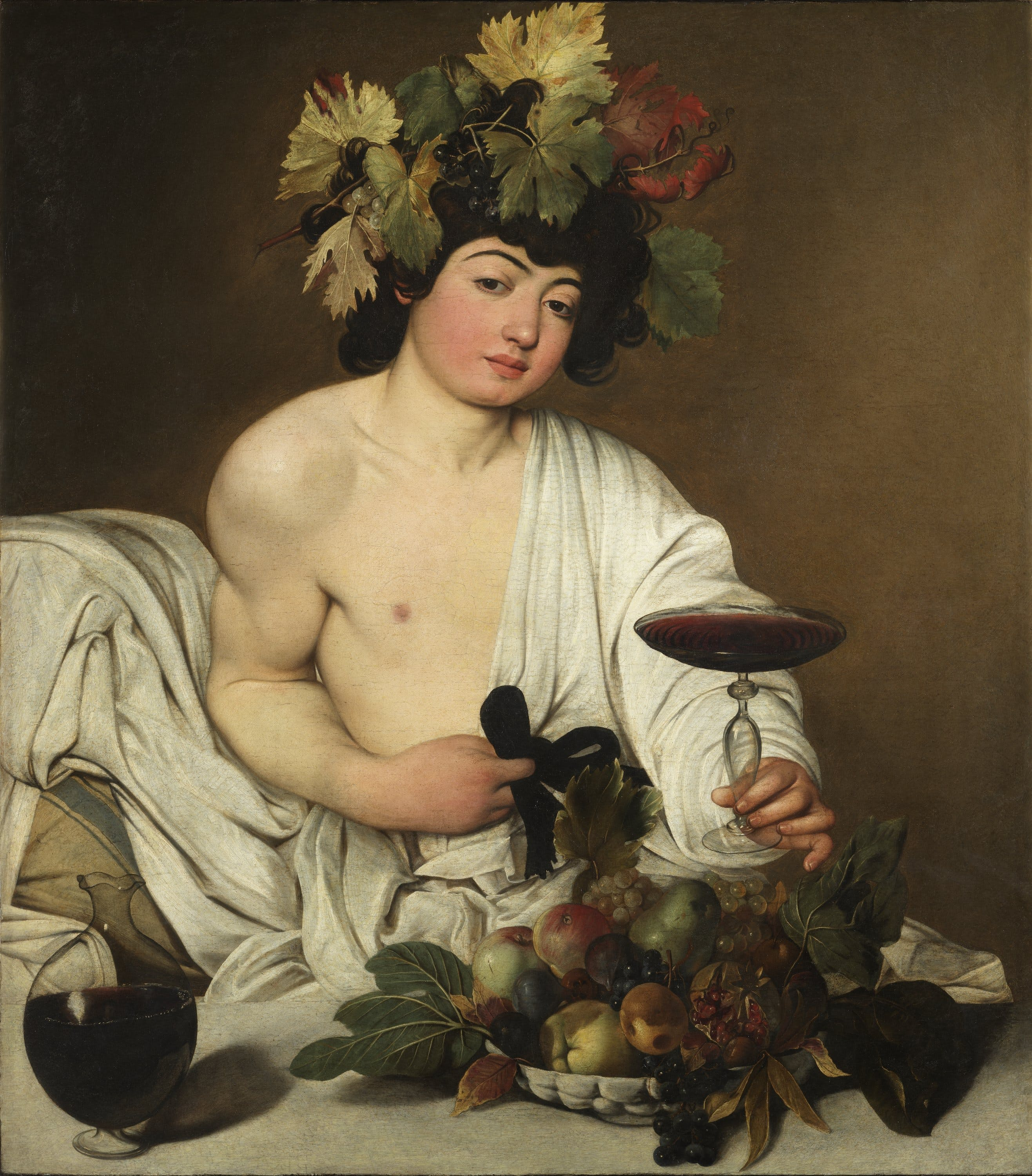
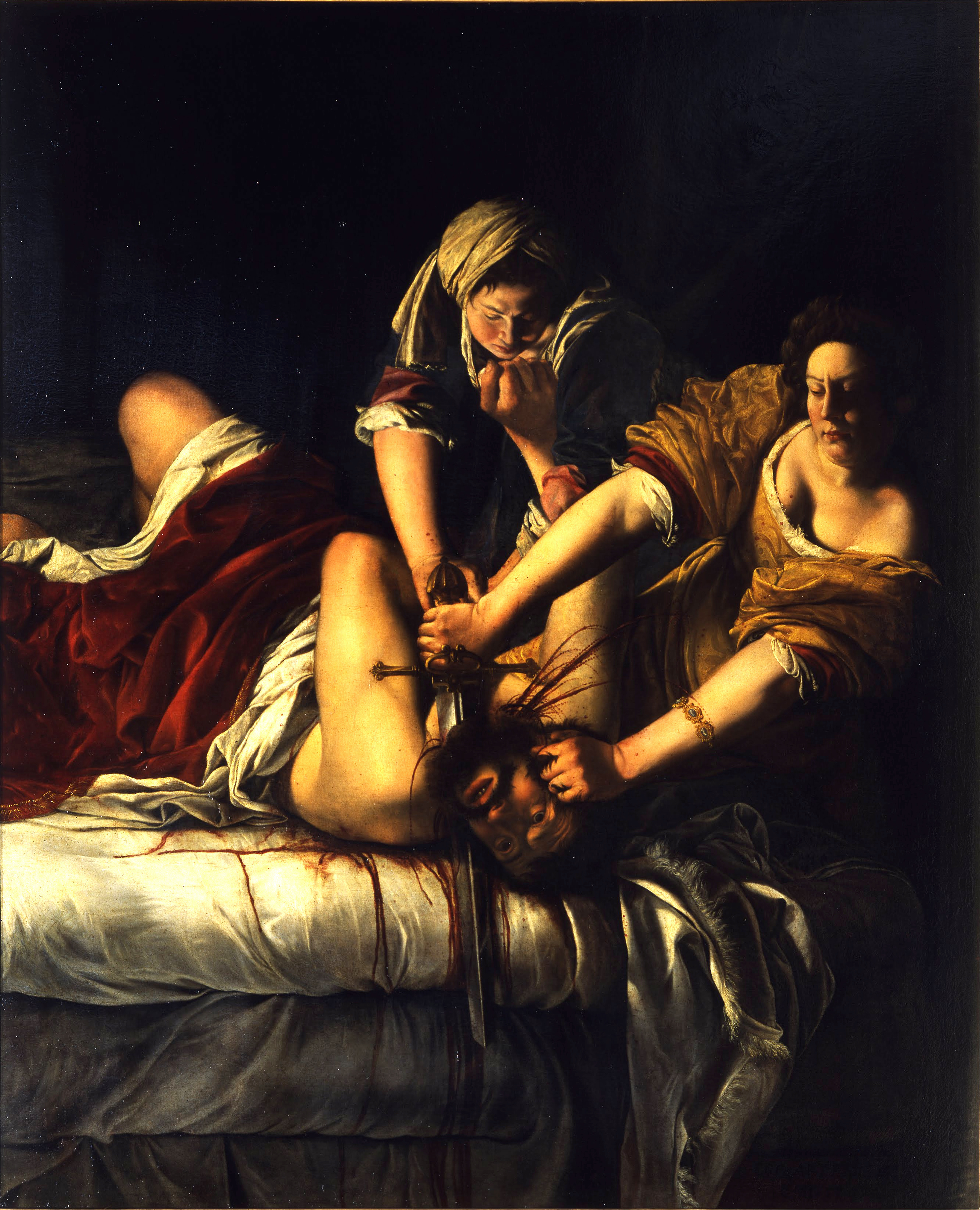
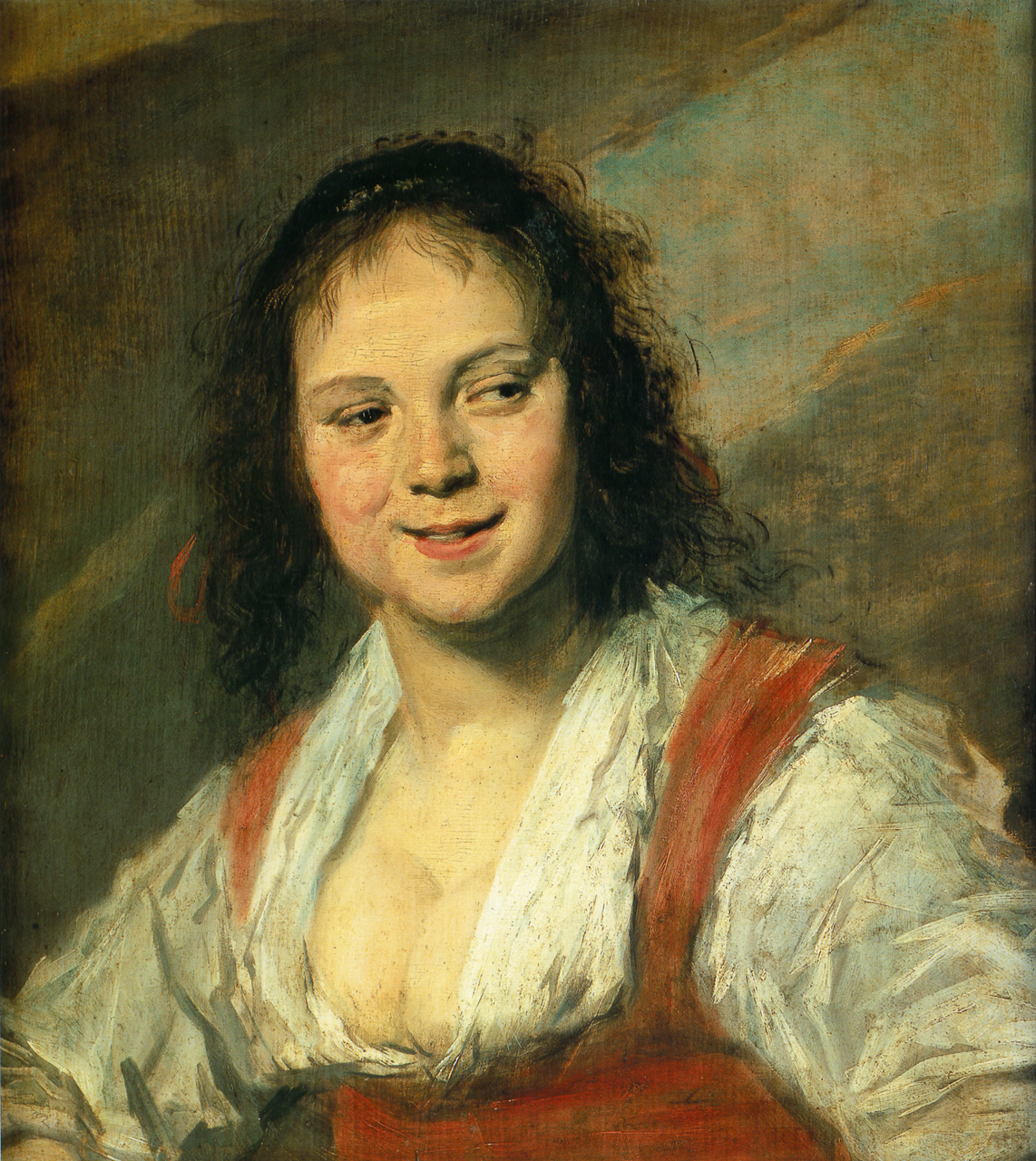
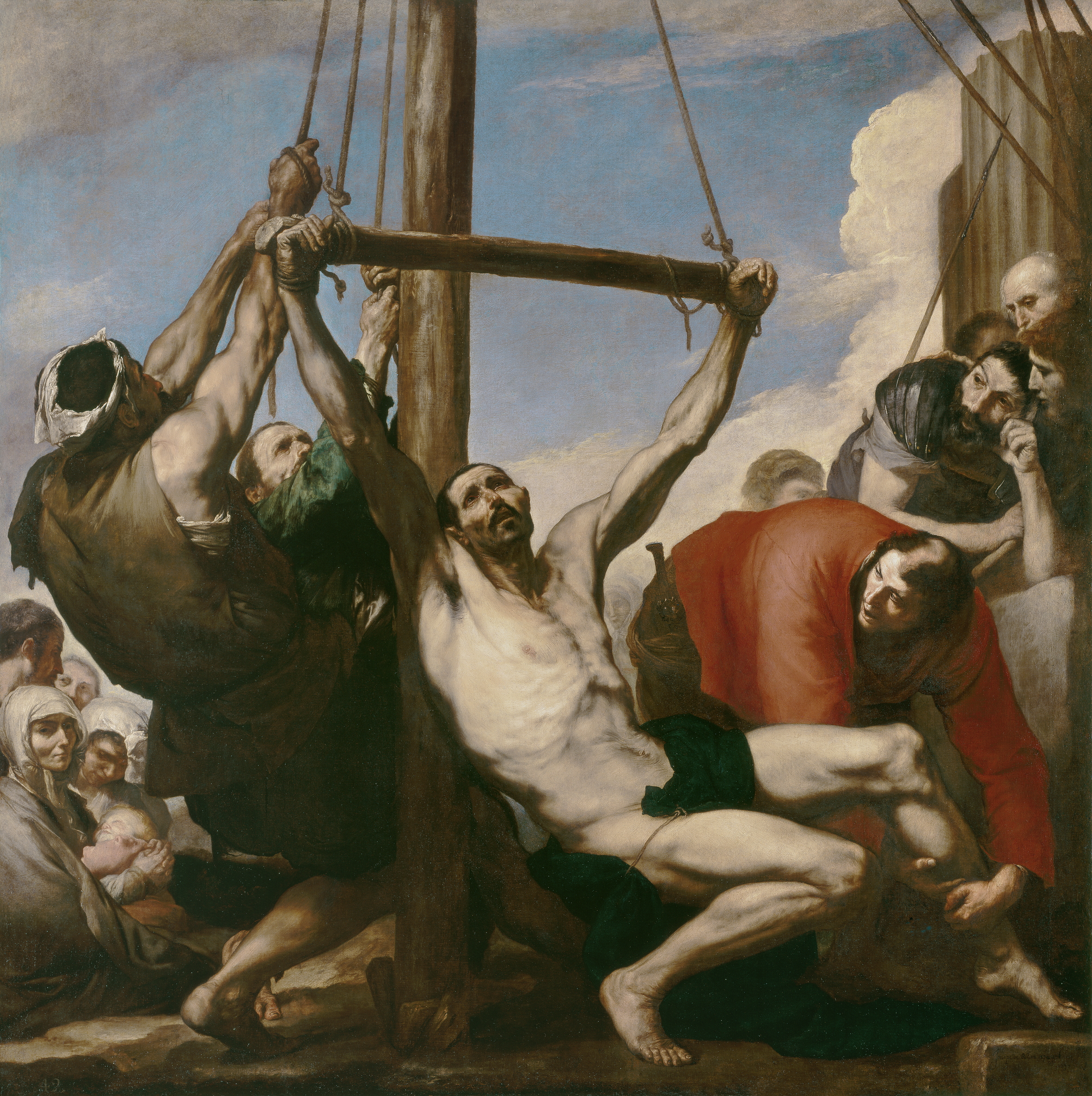
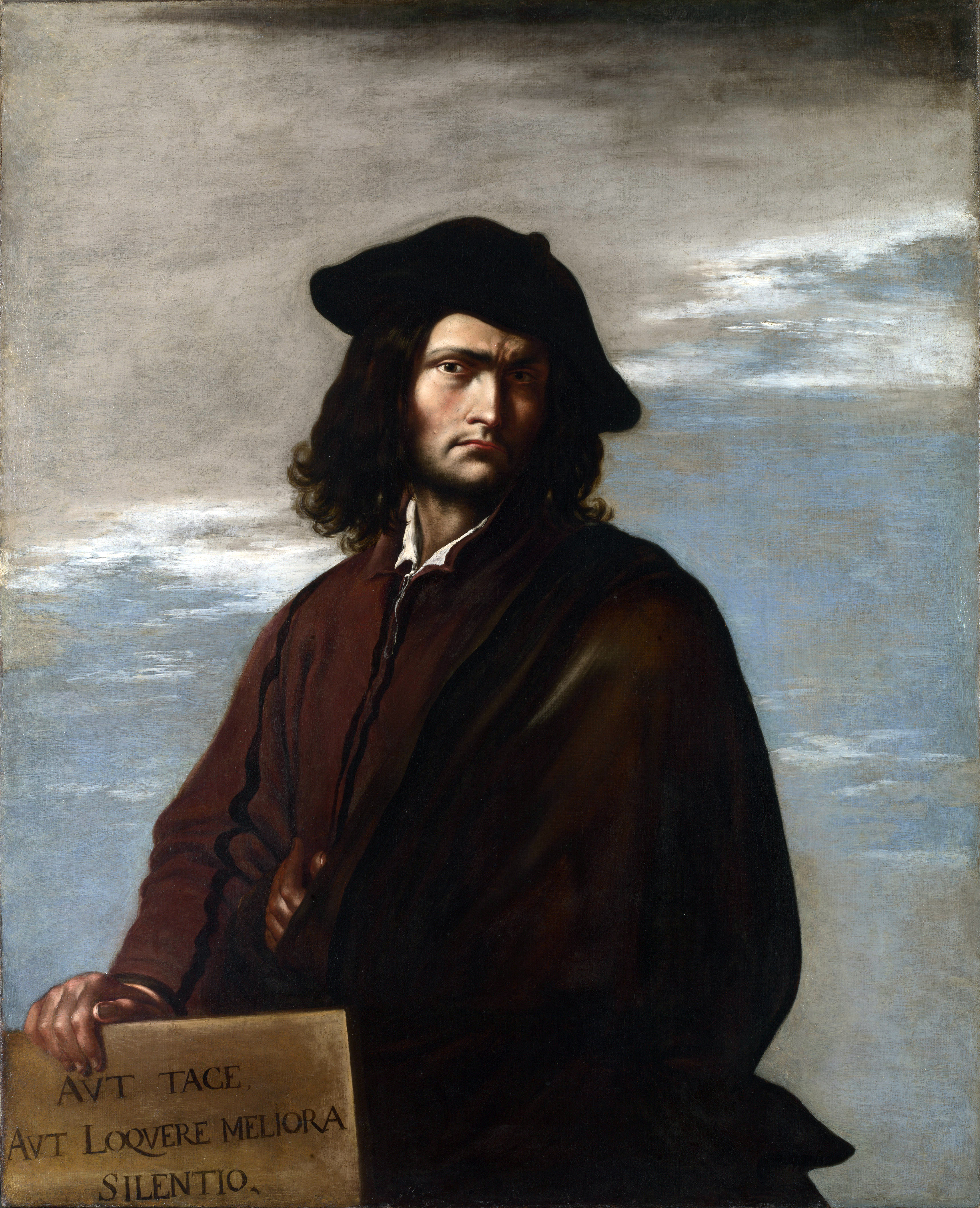
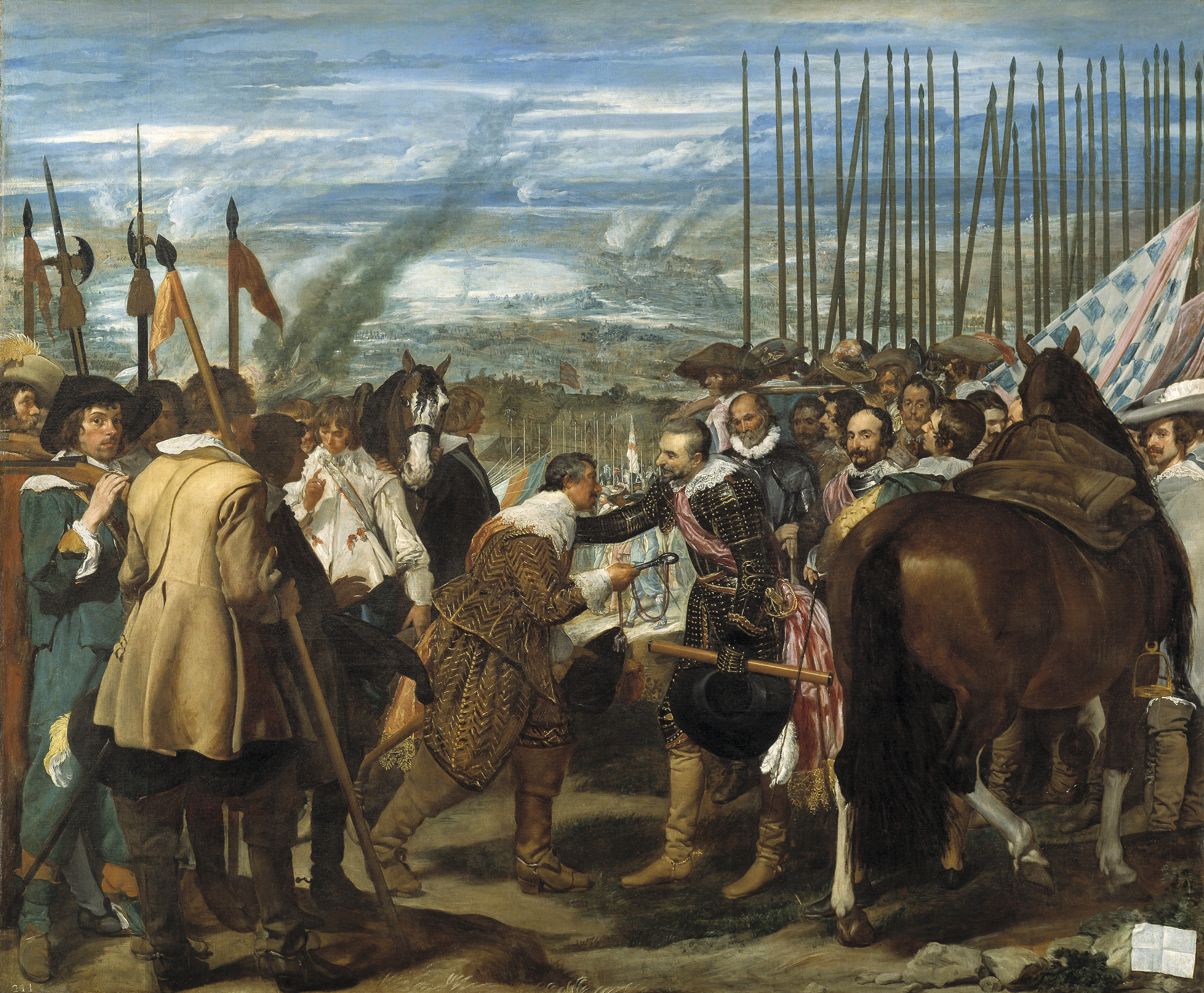
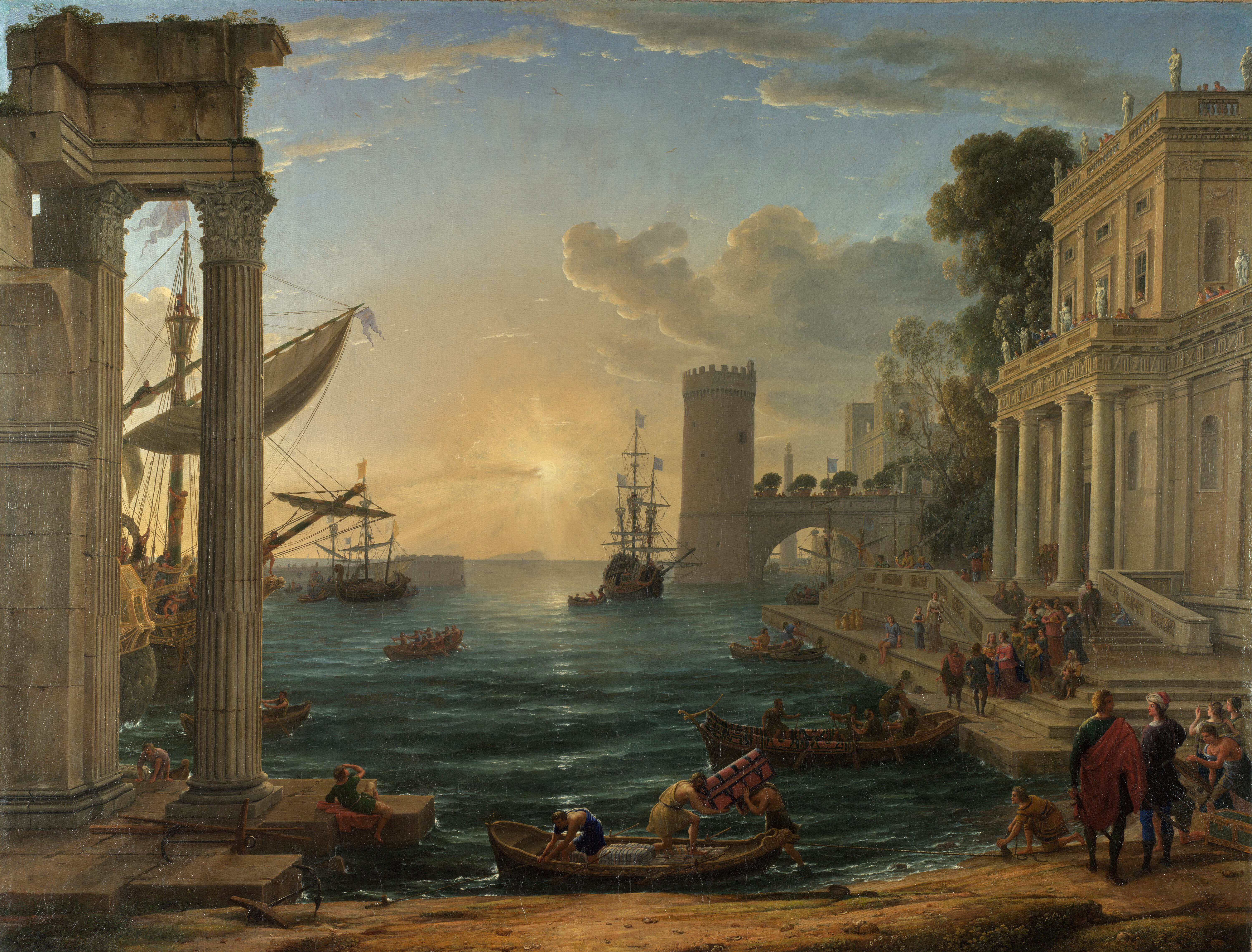
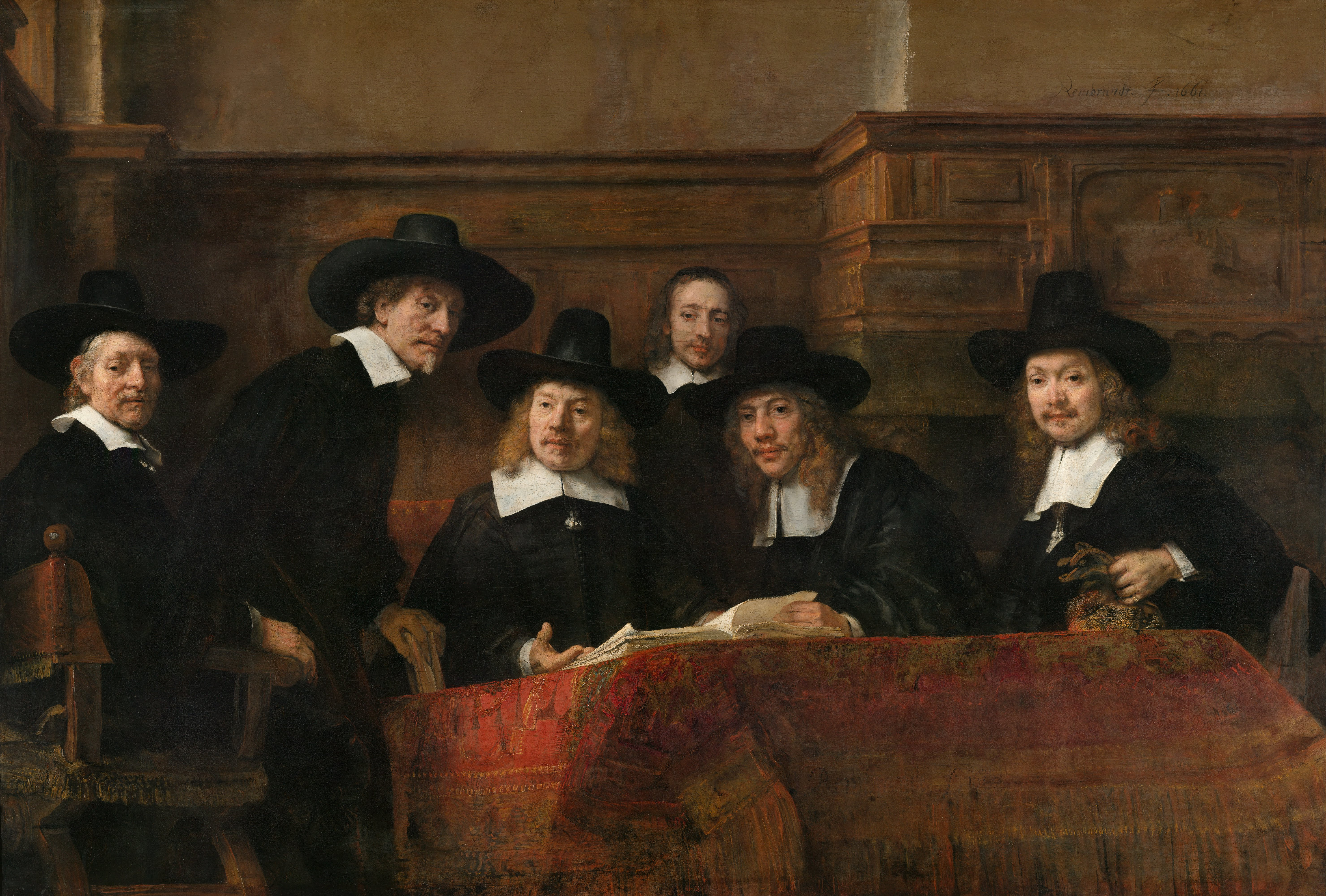
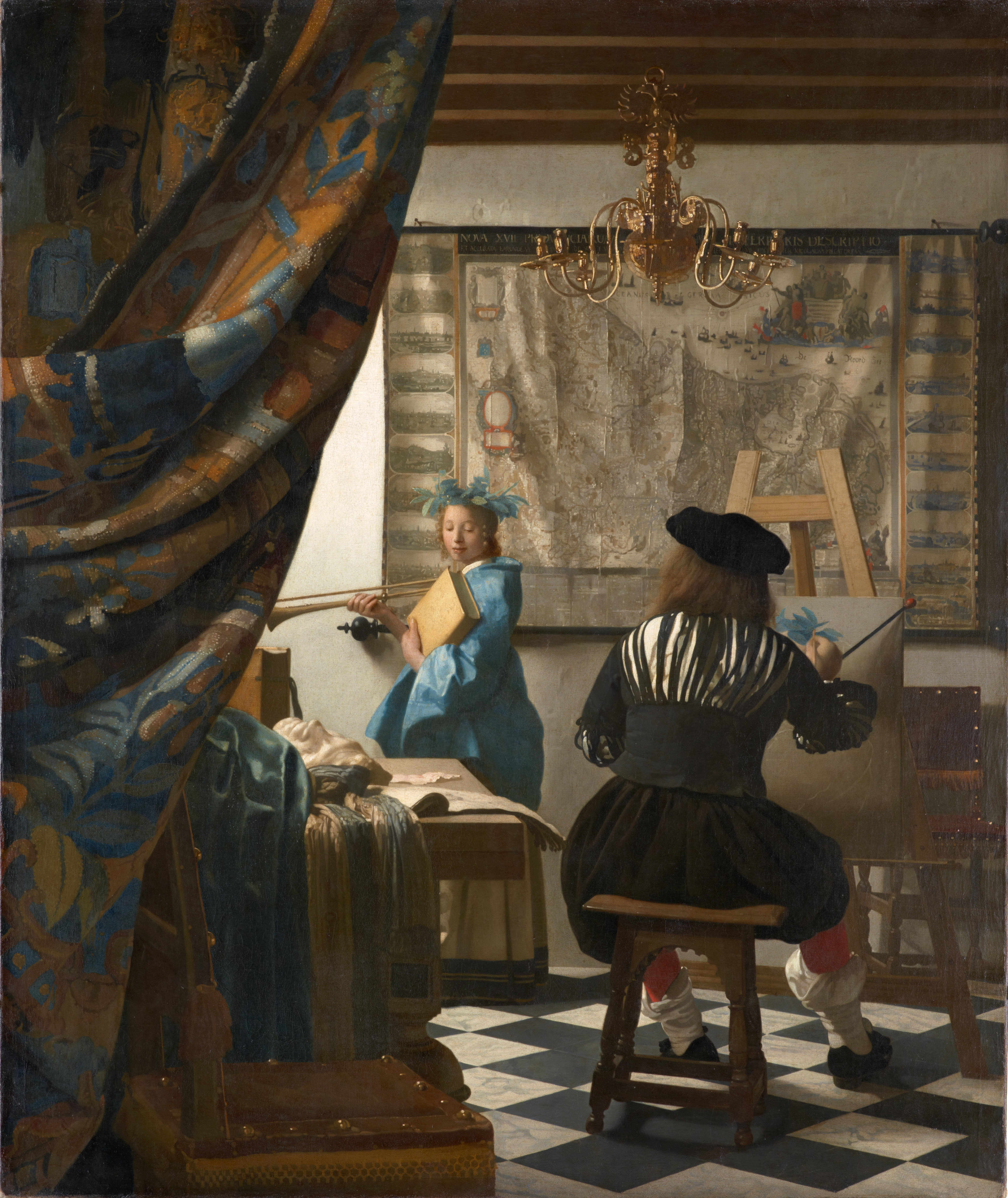
هنر نقاشی، نام اثری در سبک باروک با عمق میدان از یوهانس فرمیر